# Gnathosaurus
Gnathosaurus ("plaz s čelistmi") byl rodem pterodaktyloidního ptakoještěra z čeledi Ctenochasmatidae, v současnosti známého z jediného platného druhu G. subulatus. Rozpětí křídel tohoto létajícího plaza činilo asi 1,7 metru, samotná lebka měřila kolem 28 cm na délku. V čelistech se nacházelo kolem 130 špičatých a ostrých zubů. Ty mohly být používány při "prosévání vody" během pátrání po kořisti.

## Historie
První fosílie gnatosaura (fragmenty čelisti) byly objeveny již v roce 1832 na slavné německé lokalitě Solnhofen svrchnojurského stáří. Původně byly zaměněny s pozůstatky krokodýla a popsány jako Crocodylus multidens. Teprve s objevem kompletní lebky v roce 1951 byl rozeznán tento omyl.

## Synonyma
- Crocodylus multidens Munster, 1832
- Gnathosaurus multidens Walther, 1904
- Pterodactylus macrurus Seeley, 1896
- Gnathosaurus macrurus Howse & Milner, 1995